# Madisonville (Teksas)
Madisonville je grad u američkoj saveznoj državi Teksas. Prema popisu stanovništva iz 2010. u njemu je živjelo 4.396 stanovnika.